# The Sims 2: Pets
The Sims 2: Pets — четверте доповнення для відеогри 2004 року жанру симулятора життя «The Sims 2». Анонсування доповнення відбулося 26 липня 2006. В Північній Америці вийшло 17 жовтня 2006, в ЄС — 20 жовтня 2006, в Австралії — 26 жовтня 2006. Відеогра «The Sims 2: Pets» вийшла для багатьох консолей як одиночна гра. Для Mac OS X реліз відбувся 7 листопада 2006. Доповнення додає до основної гри можливість заводити домашніх улюбленців. Весь ігровий процес сконцентрований навколо кішок, собак, папуг, морських свинок.
Реліз для Wii відбувся 12 червня 2007. В Австралії один долар із кожної проданої копії пішов до організації по боротьбі із жорстоким ставленням до тварин RSPCA Australia.
Доповнення «The Sims 2: Pets» продалося у понад 6 мільйонів копій і стало найбільш успішним доповненням для «The Sims 2». Схожим доповненням стало «The Sims 3: Pets» для «The Sims 3», яке вийшло 18 жовтня 2011.

## Геймплей

### Домашні улюбленці
Доповнення «The Sims 2: Pets» додало до гри кішок, собак, папуг та морських свинок. Представлено 75 собачих порід та 30 котячи порід. Також є можливість створювати свої породи.
При створені нового собаки чи кішки потрібно обрати стать, вік, породу та ім'я. Існують три вікові категорії: кошеня/цуценя, дорослий та похилий вік. Зовнішній вигляд знаходиться під повним контролем гравця у режимі створення улюбленця. Аби тварину знайшли, якщо вона загубиться, на неї потрібно надіти нашийник. Вибір характеру позначиться на її поведінці та стосунках із іншими тваринами та сімами.
Як і сіми, домашні улюбленці також мають потреби. Проте на відмінно від сімів у тварин немає потреби навколишнього середовища, але є потреба точити кігті (у кішок) і жувати (у собак). Аби навчити тварину командам, її потрібно дресирувати. За окрему суму сімоленів можна найняти приватного дресирувальника для тварин. Для собак і котів доступні три види кар'єр. Коли тварина просувається кар'єрними сходинками, гравцеві стають доступні додаткові нашийники і колір хутра.
Щоб подовжити життя домашньому улюбленцю, потрібно купити спеціальну миску із меню нагород. Тварини можуть розмножуватись і народжувати потомство. Для розмноження як і котів, так і собак потрібно купити будку. За раз народжується від 1 до 2 дитинчат, іноді 3-4. Найбільше число домашніх улюбленців у сім'ї — 6. Якщо в сім'ї вже є 8 сімів, то можна завести ще максимум 2 тварини.
На відміну від сімів, тваринами не можна керувати. Вони самі задовольняють свої потреби, але їх треба годувати, приділяти їм увагу, дресирувати та прищепити гарні звички. Якщо тварина робить щось, що не є дозволеним, її можна насварити; і навпаки, якщо тварина робить щось, що є задовільним — її можна похвалити. Роблячи ці дві дії, можна прищепити тваринам звичку до певних дій.

### Перевертні
В доповненні з'явилися перевертні. Для того, щоб сім став перевертнем, він/вона має бути вкушеним вовком, який іноді може завітати до будинку сіма вночі. Аби вовк вкусив сіма, який бажає стати перевертнем, з ним спочатку потрібно подружитися. Також вовка можна взяти до себе в сім'ю як звичайного домашнього улюбленця. Вовки виють на місяць разом зі сімом-перевертнем, можуть викликати інших вовків на лот. Проте інші домашні улюбленці побоюються вовків, особливо коли ті виють на місяць. Щоб вилікуватися від лікантропії, сіму потрібно купити у циганки чи дресирувальниці особливе зілля.

### Інші домашні улюбленці
Морська свинка в «The Sims 2: Pets» може жити лише в клітці. Клітки купуються в режимі покупок сім'ї. Існує декілька варіантів забарвлення для морських свинок. Її потрібно годувати, наливати їй воду, чистити клітку та гратися з нею. Якщо клітку із свинкою поставити в кімнаті, в якій спить сім, вона може розбудити його.
Папуга в «The Sims 2: Pets» також може жити лише в клітці. Існує декілька варіантів забарвлення для папуг. Птахів потрібно годувати, наливати їм воду, чистити клітку та гратися з ними. Також папугу можна випустити політати по будинку та навчити говорити. Дверцята клітки із птахом потрібно часто перевіряти, аби пересвідчитися, що вона зачинена, щоби не дозволяти птаху літати по будинку без дозволу.

## Рецензії
| Агрегатор    | Оцінка |
| ------------ | ------ |
| GameRankings | 67.40% |
| Metacritic   | 76 %   |

| Видання       | Оцінка |
| ------------- | ------ |
| GameSpot      | 7.1/10 |
| GamesRadar+   | [ 10 ] |
| GameZone      | 6/10   |
| IGN           | 7.4/10 |
| Nintendo Life | 6/10   |

Загалом доповнення отримало позитивні рецензії. Агрегатор GameRankings оцінив гру у 67 %, Metacritic дав грі 76 %. Два критики з австралійського розмовного шоу Good Game дало грі оцінки у 6.5/10 та 8/10 балів.

## Саундтреки
- «Don't Cha» — The Pussycat Dolls
- «Chemicals React» — Aly & AJ
- «I Play Chicken with the Train» — Cowboy Troy
- «Girl Next Door» — Saving Jane
- «Free Radicals» — The Flaming Lips
- «Boyhunter» — Skye Sweetnam
- «The Compromise» — The Format
- «Turn Out the Light» — The New Amsterdams
- «Black Shoes» — The Films
- «I Never Know» — Something for Rockets